# Calliandra debilis
Calliandra debilis är en ärtväxtart som beskrevs av Stephen Andrew Renvoize. Calliandra debilis ingår i släktet Calliandra och familjen ärtväxter. Inga underarter finns listade i Catalogue of Life.